# Balogh Bernárd
Balogh Bernárd (Szombathely, 1742 – Nagyszombat, 1818. február 27.) Ferences rendi szerzetes, tartományfőnök.

## Élete
20 éves korában lépett a szerzetbe s 1767-ben szentelték fel Nagyszombatban. 1791-ben választották a rend provinciálisává, e hivatalban 14 évig működött. Munkái kéziratban maradtak.

## Művei
- Ünnepi tisztelet (Szent beszédek a veszprémi társház könyvtárában)
- Eledel és áldozat (prédikációk)
- Vasárnapi egész esztendőre való prédikácziók, két részben (a szentantali társház könyvtárában)